# Carl Zeiss (företag)

Carl Zeiss logo.

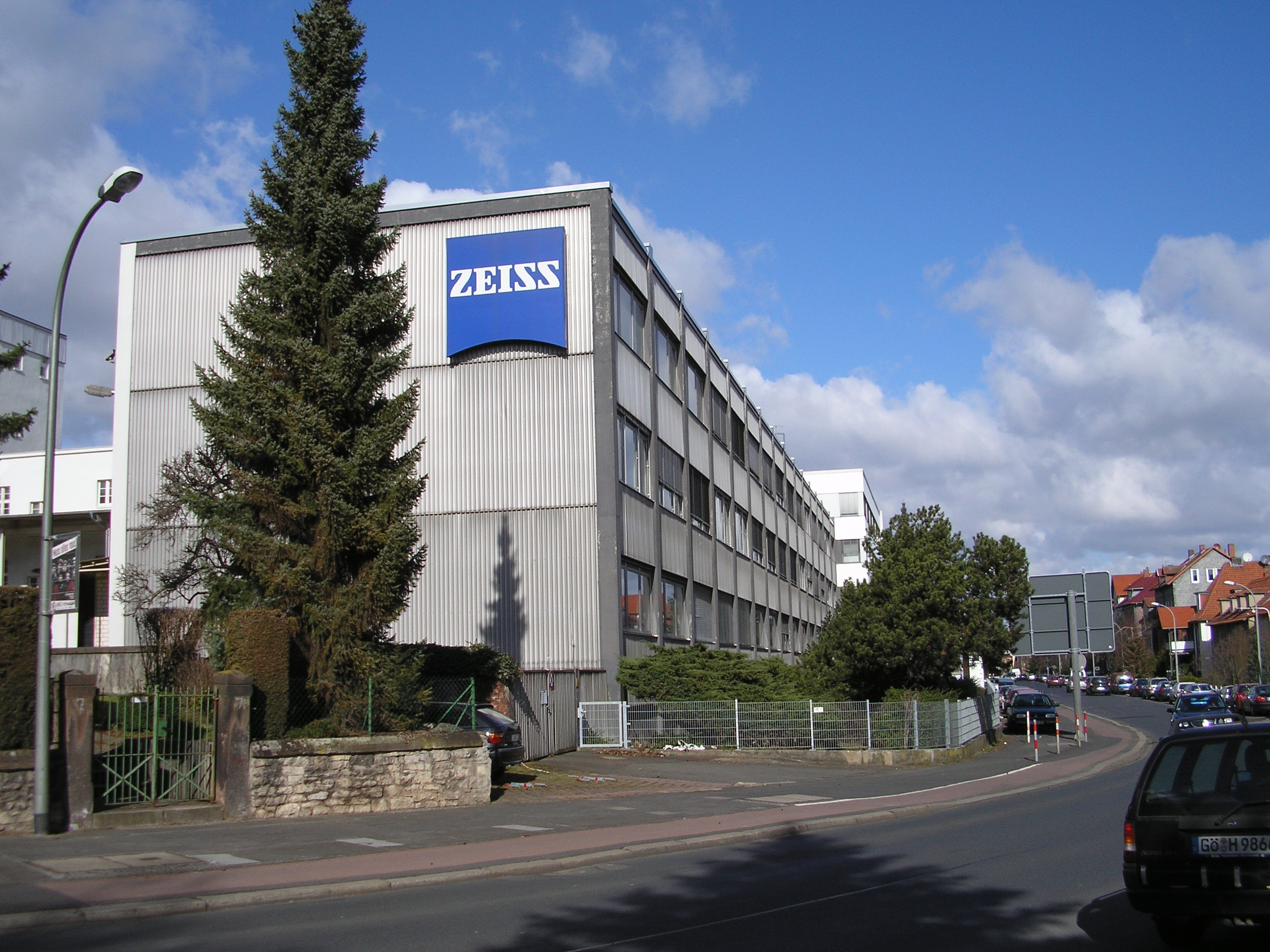
Zeiss anläggning i Göttingen.

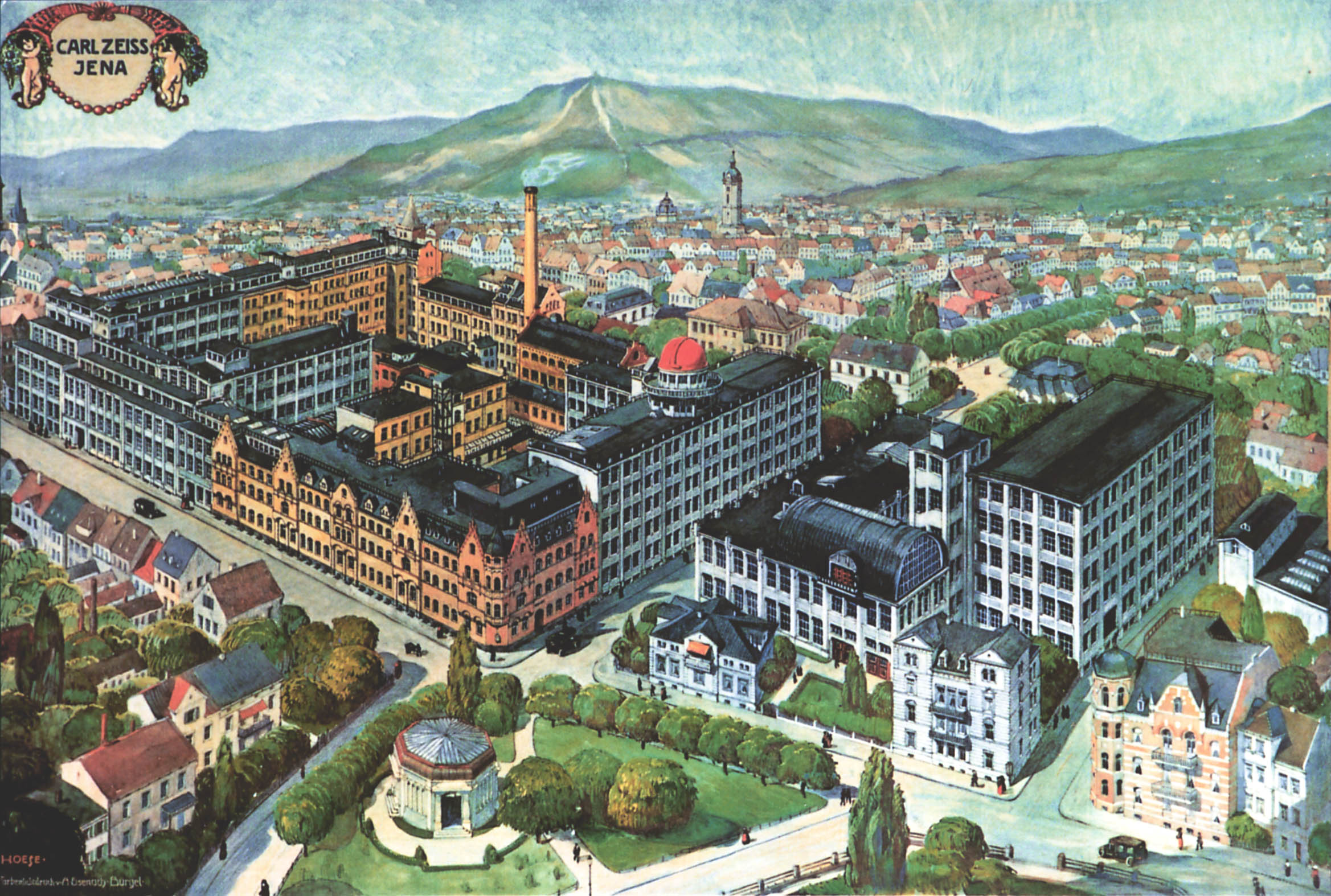
Zeisswerken 1910.

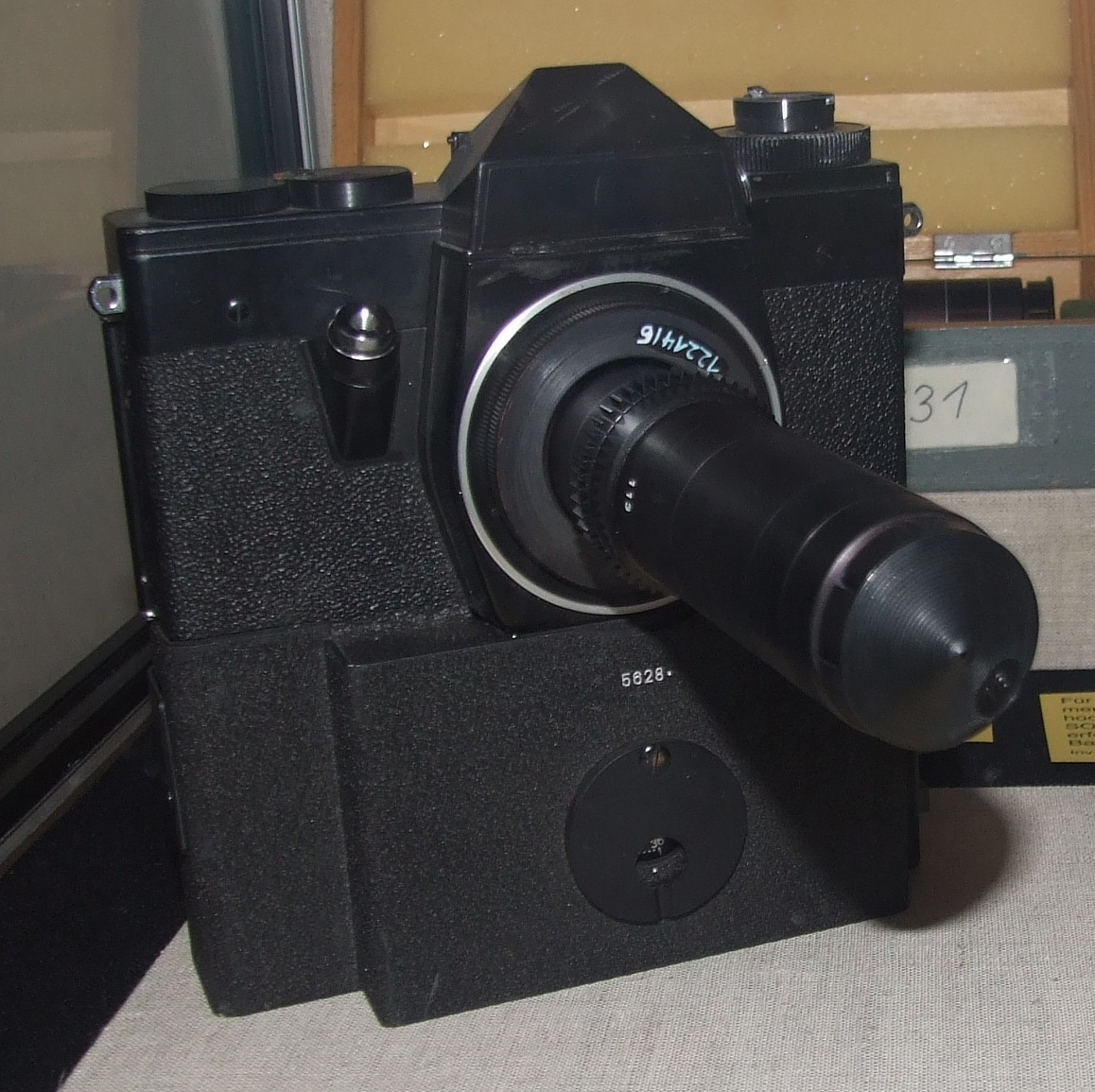
En av Stasis kameror med den speciella linsen SO-3.5.1 (5 / 17mm), utvecklad av Carl Zeiss, en så kallad "nålöglins", för fotografering genom nyckelhål, eller hål ner till 1 cm diameter.

Carl Zeiss är en tysk optikindustri, grundad av Carl Zeiss i Jena 1846. Koncernens huvudkontor ligger idag i Oberkochen. Företaget kom tidigt att utvecklas till en av världens stora optiktillverkare och tillhör än idag de stora. 

## Historia

### Före 1945
Under 1800-talet utvecklade sig en glas- och optikindustri i staden Jena. Företagen Carl Zeiss och Schott AG (Jenaer Glas) uppfinningar inom laboratorieglas, mikroskop och utvecklingen av planetarier lade grunden till företaget och Carl Zeiss medarbetare Ernst Abbe hade stor del i dess positiva utveckling.

### Efterkrigstiden: Två parallella företag
Våren 1945 ockuperades Jena av amerikanska trupper, och under sommaren konfiskerades en stor del av företagets patent och annan viktig egendom av den amerikanska ockupationsmakten. Efter några månader kom staden Jena att ligga i den sovjetiska ockupationszonen, som senare blev Östtyskland (DDR). Stora delar av fabrikerna i Jena skickades till Sovjetunionen som krigsskadestånd. 
Den östtyska regeringen nationaliserade företaget och skapade det folkägda företaget Kombinat VEB Carl Zeiss Jena, i dagligt tal och internationellt Carl Zeiss Jena. Även Schottverken omvandlades till ett statsägt kombinat, och man kom också att skapa en medicinsk gren genom Jenapharm.
Företagsledningen och många forskare och anställda lämnade omedelbart efter kriget Jena och nygrundade företaget i Oberkochen i den amerikanska ockupationszonen, senare Västtyskland. Därmed fanns två bolag som gjorde anspråk på teknik, varumärken och annan egendom. Efterhand löstes konflikten praktiskt bland annat genom att de två bolagen valde att exportera till västliga marknader respektive inom Comecon.
Lösa spegelhus, objektiv av teletyp 18-50 cm tillverkades i DDR, men fanns även i CZ Stuttgarts katalog.

### Återföreningen
Efter den tyska återföreningen privatiserades det väldiga Carl Zeiss-kombinatet i DDR. Kärnverksamheten, optiken, togs över av västtyska Carl Zeiss i Oberkochen. 
Den övriga delen av verken i Jena behövde saneras och arbetet kom att ledas av Lothar Späth i det nya bolaget Carl Zeiss Jena GmbH som var ett dotterbolag till Carl Zeiss i Oberkochen och Jenoptik. Jenoptik var den rättsliga efterföljaren till det gamla kombinatet. Sedan dess har utvecklingen gått bra för den optiska industrin i Jena och nya innovativa företag har skapats som finns med på världsmarknaden. Företagen och instituten på optikteknologins område företräds av samarbetsorganisationen OptoNet. 
Carl Zeiss Jena GmbH kom efter återföreningen att ingå i den internationella Zeiss-koncernen med huvudkontor i Oberkochen. Ägare till koncernen är fortfarande Carl Zeiss Stiftung, som dessutom äger systerkoncernen Schott, som är specialiserad på modern glasteknik. Idag drivs verksamheterna i Carl Zeiss AG respektive Schott AG. 
Zeiss-koncernen omsätter idag ca 5 miljarder euro och har ca 25 000 anställda.